# Pădureni, Constanța
Pădureni (în trecut Nastradin) este un sat în comuna Dobromir din județul Constanța, Dobrogea, România. La recensământul din 2002 avea o populație de 157 locuitori.